# Saturacja hemoglobiny
Saturacja hemoglobiny (SpO2) – jest to stopień wysycenia hemoglobiny tlenem. U człowieka prawidłowa saturacja hemoglobiny jest większa niż 95%. Saturacja może się zmniejszać na skutek braku lub utrudnienia prawidłowej wentylacji płuc, blokady pęcherzykowo-włośniczkowej, zablokowania cząsteczek hemoglobiny przez tlenek węgla lub też zmniejszeniem ciśnienia parcjalnego tlenu we wdychanym powietrzu. Do bezinwazyjnego, ciągłego pomiaru nasycenia hemoglobiny tlenem służy pulsoksymetr.